# Viktoria Luise von Preußen

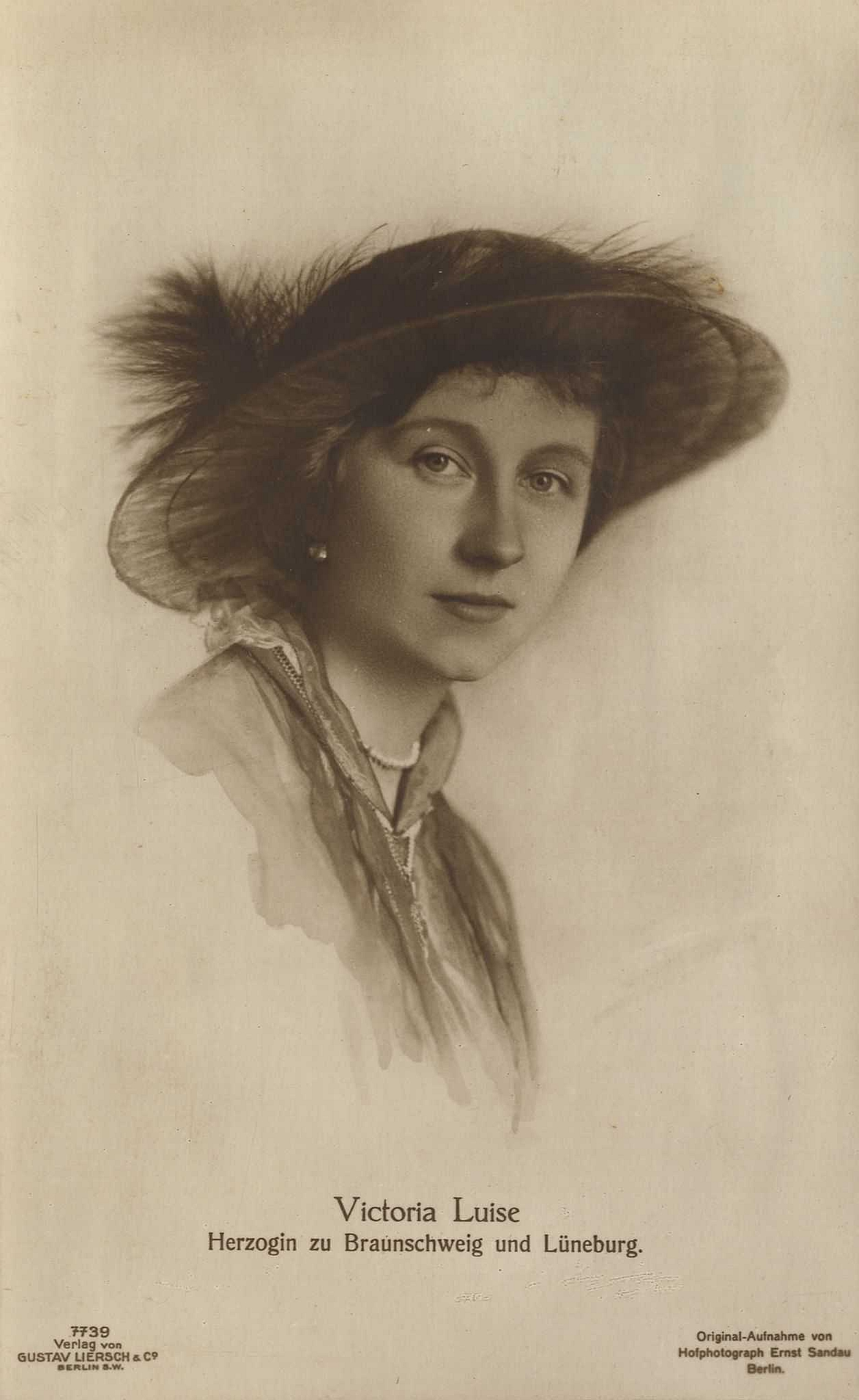
Viktoria Luise von Preußen

Viktoria Luise Adelheid Mathilde Charlotte von Preußen, durch Geburt Prinzessin von Preußen, durch Heirat Herzogin zu Braunschweig-Lüneburg, Prinzessin von Hannover, Prinzessin von Großbritannien und Irland (* 13. September 1892 im Marmorpalais zu Potsdam; † 11. Dezember 1980 in Hannover), war siebtes und jüngstes Kind sowie einzige Tochter Kaiserin Auguste Viktorias und Kaiser Wilhelms II. Als Gattin Herzog Ernst Augusts war sie bis zu dessen Abdankung letzte Herzogin von Braunschweig.

## Name
Den Namen Viktoria bekam sie nach ihrer Großmutter, der Kaiserin Victoria, und ihrer Urgroßmutter Queen Victoria; Luise wurde sie nach Königin Luise von Preußen benannt.

## Leben

### Kindheit und Jugend

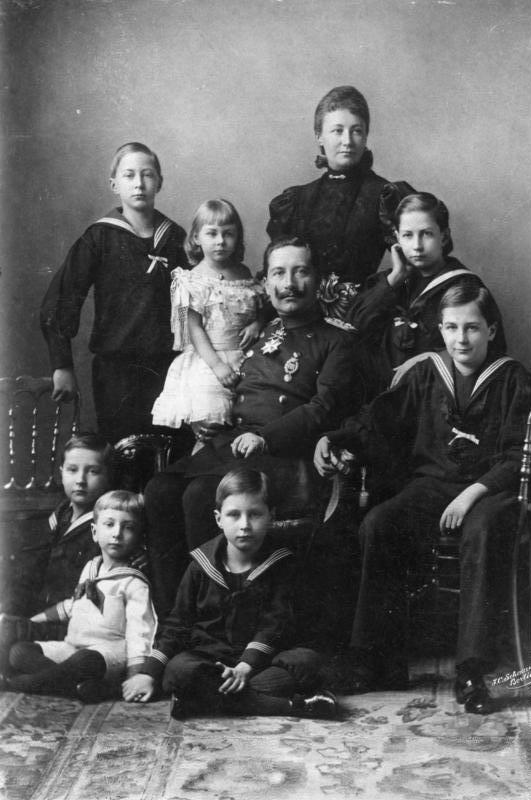
Die vierjährige Prinzessin Viktoria Luise im hellen Kleid neben ihrem Vater Kaiser Wilhelm II., Berlin 1896

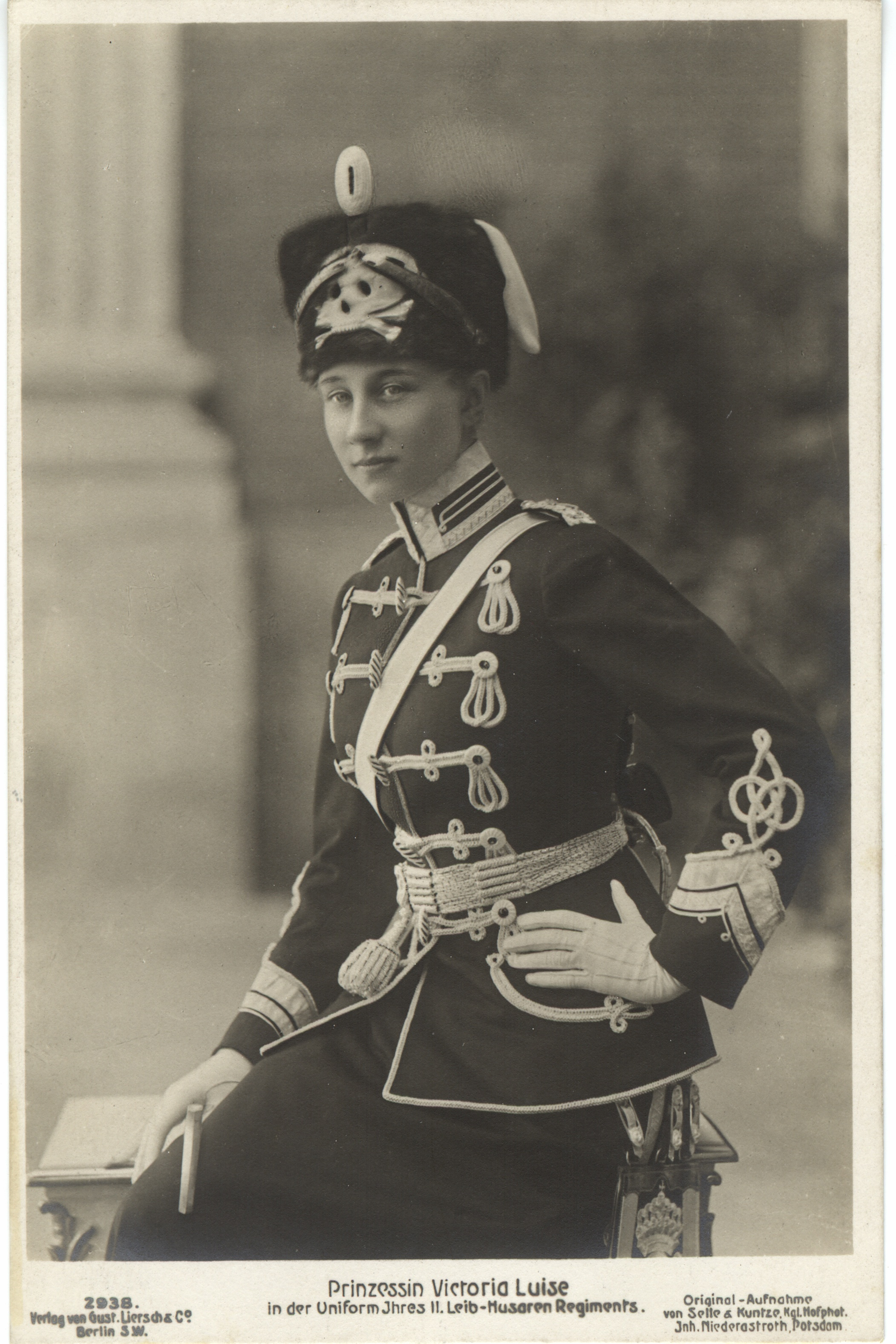
Viktoria Luise in der Uniform der „Totenkopfhusaren“ des 2. Leib-Husaren-Regiments „Königin Viktoria von Preußen“ Nr. 2 aus Danzig, dessen Regimentschef sie ab 1909 war.

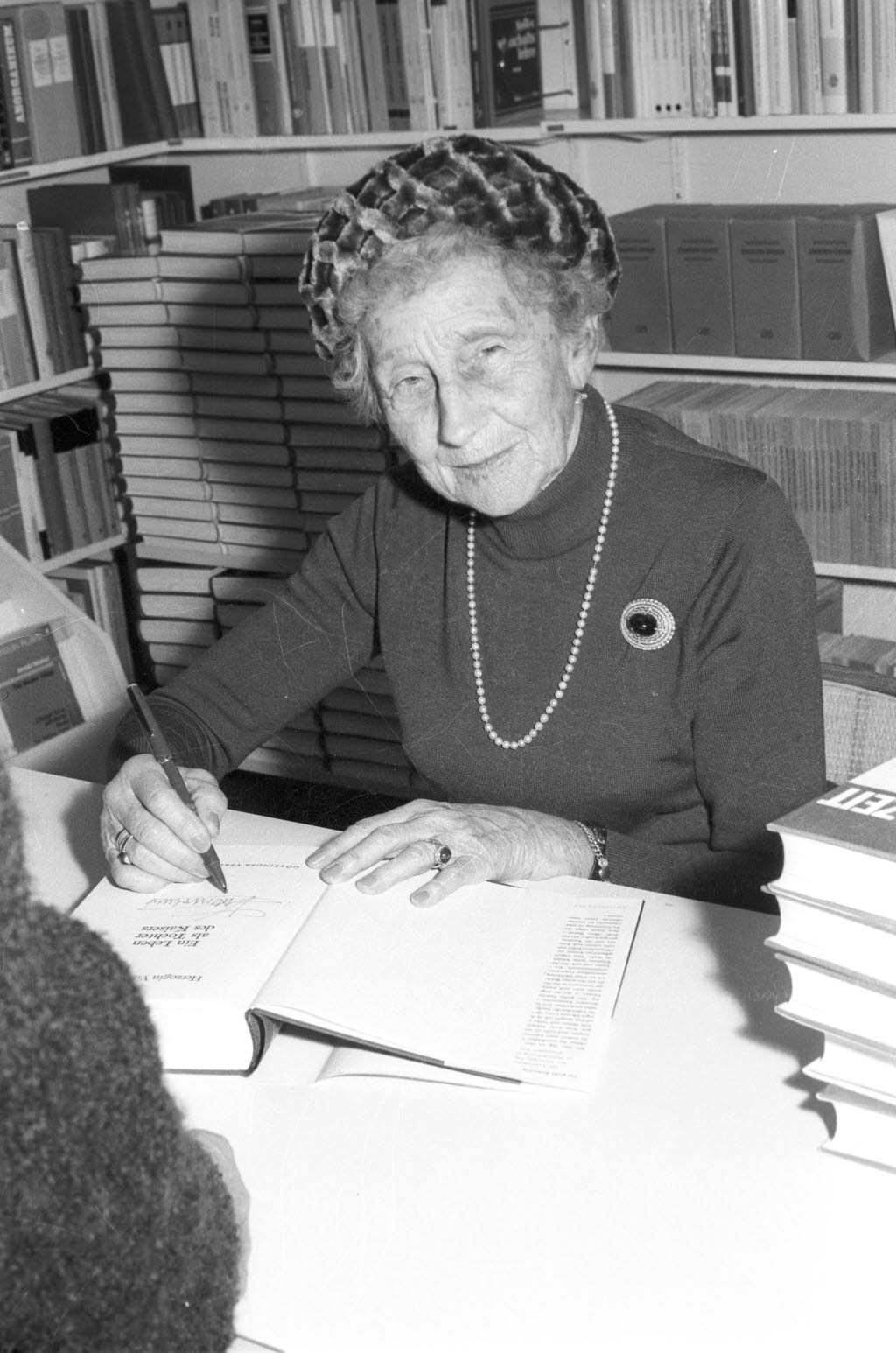
Buchsignierung in Kiel 1970

Sie wurde ab 1904 von Elisabeth von Saldern, der späteren Äbtissin des evangelischen Damenstifts Kloster Stift zum Heiligengrabe, erzogen. Am 18. Oktober 1909 wurde sie in der Friedenskirche von Potsdam konfirmiert. Am 22. Oktober 1909, dem Geburtstag ihrer Mutter Kaiserin Auguste Viktoria, wurde sie zum Regimentschef des 2. Leibhusaren-Regiments, Standort Danzig-Langfuhr, ernannt; Regimentschef des 1. Leibhusaren-Regiments war ihr Vater, Wilhelm II.
Viktoria Luise war das Lieblingskind ihres Vaters, der zu all seinen Söhnen hingegen ein kühles Verhältnis hatte.

### Verlobung, Ehe und Abdankung
1912 kam Prinz Ernst August von Hannover, der wohlhabende Erbe des Herzogs von Cumberland, an den Berliner Hof, um Kaiser Wilhelm dafür zu danken, dass Kronprinz Wilhelm und Prinz Eitel Friedrich an der Beerdigung seines Bruders Prinz Georg Wilhelm teilgenommen hatten. In Berlin lernte Ernst August Victoria Luise kennen, und die beiden verliebten sich ineinander.
Die Verlobung mit Prinz Ernst August fand am 11. Februar 1913 in Karlsruhe statt. Die Heirat am 24. Mai 1913 mit dem jüngsten Sohn des Kronprinzen von Hannover und Herzogs von Cumberland Ernst August bedeutete das Ende des seit 1866 bestehenden Konflikts zwischen hannoverschen Welfen und Hohenzollern. Dadurch fiel der Braunschweiger Herzogthron wieder an die Welfen. Die Hochzeit war eines der letzten Großereignisse im gesellschaftlichen Leben des europäischen Hochadels vor dem Ersten Weltkrieg; der Einzug des Paares in Braunschweig 1913 wurde umjubelt. Die Regentschaft war jedoch kurz und endete mit der Abdankung des Ehemanns am 8. November 1918. Damit endete auch die Monarchie im Herzogtum Braunschweig. Bedeutende weitere Stationen nach dem Ersten Weltkrieg waren die Flucht aus Braunschweig, das Exil in Schloss Cumberland nahe dem oberösterreichischen Gmunden sowie die Rückkehr nach Blankenburg im Harz.

### Aktivitäten im Nationalsozialismus
Die amerikanische Journalistin Sigrid Schultz verbrachte die 1930er Jahre in Berlin, bewegte sich dort in den höchsten Nazikreisen und lernte dabei auch Viktoria Luise kennen. Sie berichtete, Viktoria Luise sei „eine fanatische Nazisse“ gewesen, sei auf öffentlichen Empfängen oft auf Hitler zugerannt, um seine Nähe zu suchen. Auf Parteitagen der NSDAP habe sie wichtige britische Personen betreut, ebenso bei der Olympiade 1936. Zusammen mit ihrem Mann habe sie die NSDAP finanziell unterstützt. Auch habe sie sich vom Außenminister Ribbentrop gern für Werbedinners der „Anglo-German Fellowship“ einsetzen lassen. Nicht zuletzt sei der Familienbesitz im österreichischen Gmunden vor der „Übernahme“ Österreichs 1938 für geheime Treffen von Nationalsozialisten zur Verfügung gestellt worden; Schultz spricht von einer „Brutstätte für Naziagenten“.
Die Historikerin Brigitte Hamann berichtet in ihrer Biografie über Winifred Wagner von einer Einladung 1935 in Hitlers Wohnung in München, an der u. a. auch Viktoria Luise gemeinsam mit ihrer Tochter  Friederike Luise, Joseph Goebbels, Ribbentrop und der englische Faschistenführer Oswald Mosley teilnahmen.
Im Zweitwohnsitz in Braunschweig konnte die Bevölkerung Fotos und Postkarten der Familie in verschiedenen NS-Uniformen kaufen. Viktoria Luises Tochter Friederike wurde in der NS-Presse besonders gelobt, da sie im Arbeitsdienst ihre Pflicht tat „wie eine ganz gewöhnliche Deutsche“.
Daher waren die 2013 unternommenen Bemühungen der Stadt (unter Führung des Oberbürgermeisters Hoffmann) anlässlich der 100. Wiederkehr der Hochzeit ein großes Event zu veranstalten, umstritten. Die Braunschweiger Zeitung vermerkte damals: „Der Adel kehrt zurück ins Schloss“ und vermeldete, dass „Viktoria Luises Nachfahren … mit Pomp und Prominenz“ gefeiert hätten.
Ein gutes Jahr später titelte sie dann allerdings „Die skrupellosen Welfen“ (18. August 2014).
Die NDR-Dokumentation Adel ohne Skrupel – Die dunklen Geschäfte der Welfen berichtete, dass ihr Mann Ernst August sich durch „Arisierung“ mehrere jüdische Firmen angeeignet hatte, in denen auch Zwangsarbeiter und KZ-Häftlinge arbeiten mussten und zu Tode kamen.

### Nach 1945
Viktoria Luise und Ernst August erlebten das Ende des Zweiten Weltkriegs auf Schloss Blankenburg. Der Harz wurde zunächst von britischen Truppen besetzt, was ihnen die Flucht vor den sowjetischen Besatzungstruppen ermöglichte. Der Umzug wurde von der britischen Armee durchgeführt. Ca. 30 Lkws räumten die Schlösser in Blankenburg leer. Das Umzugsgut ging größtenteils zum Schloss Marienburg  bei Hannover, wo die Welfenfamilie fortan lebte. Am 30. Januar 1953 starb Ernst August auf Schloss Marienburg. Nach dem Tod des Ehemanns kam es 1954 zum Konflikt mit ihrem Sohn Ernst August. Dabei ging es vor allem um die Apanage der früheren Herzogin. Zum anderen wünschte Ernst August, seine Mutter möge sich entsprechend den Gepflogenheiten des Welfenhauses endgültig aus dem öffentlichen Leben zurückziehen und diese Tätigkeit den Kindern überlassen, was seine energische und populäre Mutter nicht wollte. Sie blieb aktiv in vielen karitativen Vereinigungen sowie im Victoria-Luise-Frauenbund, verließ das Schloss im Dezember 1956 und zog in ein ihr vom „Braunschweiger Freundeskreis“ im Braunschweiger Ortsteil Riddagshausen zur Verfügung gestelltes Haus. Mit Rückhalt dieses Kreises war Viktoria Luise bis ins hohe Alter in zahlreichen Initiativen zur heimatlichen Traditionspflege tätig.
Im Herbst 1980 zog sie in das Friederikenstift in Hannover, wo sie am 11. Dezember desselben Jahres starb. Ihr Leichnam wurde unter großer Anteilnahme der Bevölkerung vor dem Welfenmausoleum im Berggarten in Hannover-Herrenhausen an der Seite ihres Mannes beigesetzt.

## Veröffentlichungen und umstrittene Autorenschaft der Bücher
Von 1965 bis 1974 suchte sie mit sieben, von Ghostwritern verfassten Büchern über ihr Leben letztmals das Rampenlicht der Öffentlichkeit, wobei ihre Aktivitäten im Nationalsozialismus nicht thematisiert wurden. Die Memoiren Viktoria Luises wurden als geschichtsverfälschend rezensiert, erreichten aber einen großen Leserkreis. Bis ins Jahr 2000 erreichten sie eine Gesamtauflage von über 1,5 Millionen.
Es ist umstritten, ob Viktoria Luise ihre Bücher tatsächlich selbst verfasst hat, oder ob sie von ihrem Verleger Leonhard Schlüter, einem als rechtsextrem eingestuften Politiker, geschrieben wurden. Ingeborg Borek schreibt dazu:

„Sämtliche Bücher der Herzogin wurden vom Verleger Schlüter selbst verfasst. Er leistete alle Vorarbeiten, sammelte, sichtete und wertete das dokumentarische Material aus. Das Manuskript stammt ebenfalls aus Schlüters Feder. Victoria Luise stellte lediglich ihren Namen zur Verfügung.“

- Ein Leben als Tochter des Kaisers. 1965. Göttinger Verlagsanstalt, Hannover 1979, ISBN 3-87267-020-4 (15. Auflage).
- Im Glanz der Krone. 1966. Heyne, München 1975, ISBN 3-453-00528-7 (Neuauflage).
- Bilder der Kaiserzeit. Göttinger Verlagsanstalt, Hannover 1969, DNB 458536849
- Vor 100 Jahren. Göttinger Verlagsanstalt, Hannover 1970, DNB 458536873
- Deutschlands letzte Kaiserin. (über ihre Mutter Auguste Viktoria) Göttinger Verlagsanstalt, Hannover 1971, DNB 720027063.
- Im Strom der Zeit Langen Müller, München; Wien 1974, ISBN 3-7844-2025-7.
- Die Kronprinzessin (über die Kronprinzessin Cecilie Herzogin zu Mecklenburg-Schwerin), Göttinger Verlagsanstalt, Hannover 1977, ISBN 3-87267-027-1.
- Aus meinem Leben. Teldec Telefunken-Decca-Schallplatten, Hamburg 1977, DNB 1007880597 (Schallplatte).
- Mein Leben. Komet, Köln 2005, ISBN 3-89836-448-8 (Autobiografie).

## Familie
Kinder mit Ernst August:
- Ernst August IV. (* 18. März 1914; † 9. Dezember 1987) ⚭ Ortrud, Prinzessin von Schleswig-Holstein-Sonderburg-Glücksburg
- Georg Wilhelm (* 25. März 1915; † 8. Januar 2006) ⚭ Sophie, Prinzessin von Griechenland
- Friederike Luise (* 18. April 1917; † 6. Februar 1981), die am 9. Januar 1938 in Athen Kronprinz Paul von Griechenland heiratete und nach dessen Thronbesteigung Königin von Griechenland wurde
- Christian Oskar (* 1. September 1919; † 10. Dezember 1981)
- Welf Heinrich (* 11. März 1923; † 12. Juli 1998) ⚭ Alexandra Prinzessin zu Ysenburg und Büdingen

Zu Viktoria Luises Enkeln zählen Königin Sophia von Spanien, Ex-König Konstantin II. von Griechenland und Ernst August (V.) Prinz von Hannover.

## Ehrungen
Bereits im Jahr ihrer Einschulung 1899 wurde in Schöneberg (heute in Berlin) der Viktoria-Luise-Platz nach ihr benannt. Braunschweig benannte im Stadtteil Broitzem die „Viktoria-Luise-Straße“ nach der ehemaligen Herzogin, ebenso 1913 Soltau die an die kaiserliche Reitschule grenzende Straße. 1912 wurde der Zeppelin LZ 11 auf ihren Namen getauft. In mehreren Städten, so in Hameln, wurden Schulen nach ihr benannt. Sie war Namensgeberin der Victoria Louise, einem Schulschiff der Kaiserlichen Marine. Das erste Kreuzfahrtschiff der Welt trug den Namen Prinzessin Victoria Luise. In Blankenburg (Harz) trägt das Hotel Victoria Luise ihren Namen. Am Schützenplatz in Hannover wurde 1991 ein Weg nach Viktoria Luise benannt, weil sie als Förderin des Schützenwesens gilt.